# Nazionale di ginnastica artistica femminile dell'Italia
La nazionale di ginnastica artistica femminile dell'Italia è la squadra femminile di ginnastica artistica che rappresenta l'Italia nelle competizioni internazionali; è posta sotto l'egida della Federazione Ginnastica d'Italia. Le ginnaste che partecipano a ciascuna competizione internazionale vengono scelte tra quelle di un pool chiamato "Team Italia", che raccoglie le migliori ginnaste del momento, a discrezione del Direttore Tecnico.

## Rosa

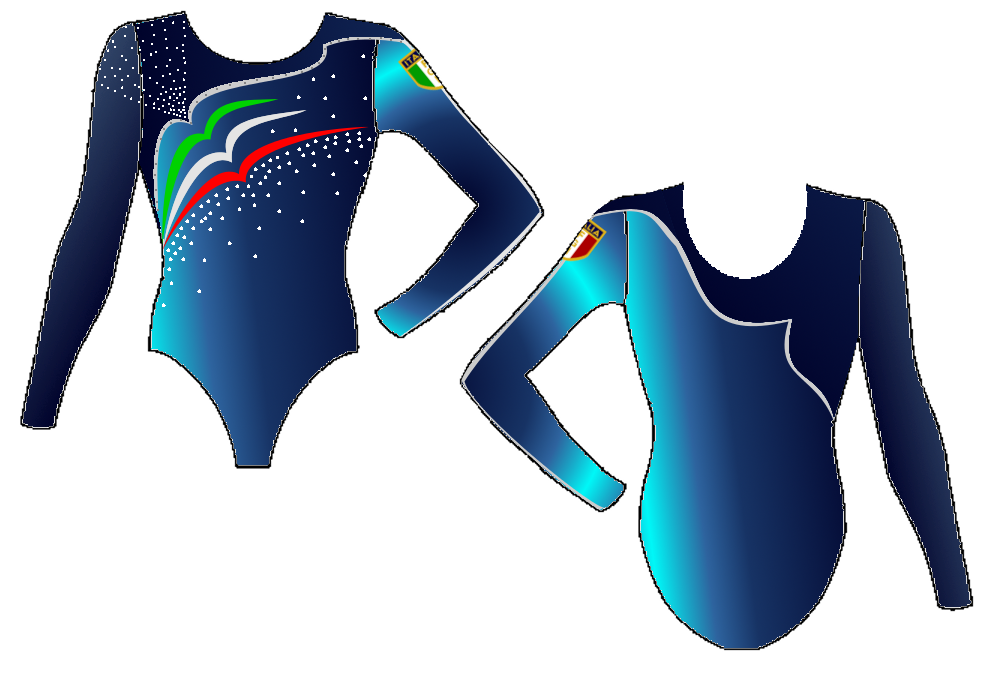
La divisa (body) della nazionale italiana nel 2013, utilizzata anche durante la qualificazione a squadre a Londra 2012.

| Ginnasta            | Luogo e data di nascita            | Società                                      |
| ------------------- | ---------------------------------- | -------------------------------------------- |
| Martina Maggio      | Villasanta, 26 luglio 2001         | Fiamme Oro                                   |
| Alice D'Amato       | Genova, 7 febbraio 2003            | Fiamme Oro                                   |
| Asia D'Amato        | Genova, 7 febbraio 2003            | Fiamme Oro                                   |
| Giorgia Villa       | Ponte San Pietro, 23 febbraio 2003 | Fiamme Oro                                   |
| Elisa Iorio         | Modena, 21 marzo 2003              | Fiamme Oro                                   |
| Veronica Mandriota  | Monopoli, 28 febbraio 2005         | Brixia                                       |
| Angela Andreoli     | Brescia, 6 giugno 2006             | Brixia                                       |
| Manila Esposito     | Boscotrecase, 2 novembre 2006      | Gin Civitavecchia                            |
| Nunzia Dercenno     | Salerno, 2006                      | Ginnastica Salerno                           |
| Arianna Belardelli  | Roma, 11 maggio 2007               | Ginnastica Heaven                            |
| Sofia Tonelli       | Empoli, 2007                       | Brixia                                       |
| Chiara Barzasi      | Songavazzo, 3 novembre 2007        | "R. Serra" Cesena                            |
| Caterina Gaddi      | Bologna, 10 luglio 2008            | Vis Academy                                  |
| Camilla Ferrari     | Iseo, 19 febbraio 2008             | Brixia                                       |
| July Marano         | Capo d'Orlando, 23 settembre 2008  | Gin Civitavecchia                            |
| Emma Puato          | Padova, 19 maggio 2009             | Artistica ’81                                |
| Benedetta Gava      | Cordignano, 22 maggio 2009         | Artistica ’81                                |
| Artemisia Iorfino   | Tollegno (BI), 11 agosto 2009      | Libertas Vercelli                            |
| Giulia Perotti      | Vercelli, 29 agosto 2009           | Libertas Vercelli                            |
| Emma Fioravanti     | Milano, 6 ottobre 2009             | Società Ginnastica Milanese Forza e Coraggio |
| Angelica Finiguerra | Milano, 2009                       | Società Ginnastica Milanese Forza e Coraggio |

## Rosa junior
| Ginnasta               | Data di nascita | Società                |
| ---------------------- | --------------- | ---------------------- |
| Sofia Bianchi          | 2010            | Olos Gym 2000          |
| Eleonora Calaciura     | 2010            | Juventus Nova Melzo    |
| Alessia Cepparulo      | 2010            | Geas                   |
| Alessia Cortellino     | 2010            | Ginnastica Cernuschese |
| Ginevra Facciolini     | 2010            | Società San Giuseppe   |
| Anthea Sisio           | 2010            | AIACE                  |
| Ludovica Usuelli       | 2010            | Pro Lissone            |
| Sofia Frenna           | 2011            | Geas                   |
| Mia Proietti           | 2011            | Ginnastica Heaven      |
| Caterina Maria Salerno | 2011            | Brixia                 |
| Michelle Tapia         | 2011            | Brixia                 |
| Vittoria Ferrarini     |                 | "R. Serra" Cesena      |
| Giulia Santinato       |                 | La Costanza 1884       |

* Le ginnaste 2010 e 2011 hanno partecipato al ComeGym2024

## Storia

### Partecipazioni olimpiche
Le competizioni di ginnastica artistica sono state effettuate fin dai Giochi Olimpici del 1896. Le ginnaste italiane hanno partecipato a tutte le Olimpiadi estive a partire dal 1928, fatta eccezione per le edizioni di Los Angeles 1932, Tokyo 1964 e Mosca 1980. Le medaglie conquistate dalla nazionale italiana sono state l'argento a squadre alle Olimpiadi di Amsterdam del 1928, l'argento al corpo libero di Vanessa Ferrari a Tokyo 2020 e l’argento a squadra, l'oro e il bronzo alla trave a Parigi 2024.
Vanessa Ferrari è l'unica ginnasta italiana ad aver gareggiato in quattro edizioni.
Nel 2012, per la prima volta dal 1960, la nazionale italiana si qualifica per la finale a squadre, terminando la gara al settimo posto.
Nel 2021, a Tokyo 2020, la squadra termina la finale al quarto posto, segnando il miglior piazzamento da Amsterdam 1928. 
A Parigi 2024, la squadra vince la medaglia d’argento, che finora era stata ottenuta solo ad Amsterdam nel 1928. Inoltre Alice d'Amato conquista quattro finali: all-around, parallele, trave (vincendone l'oro) e corpo libero, mentre Manila Esposito ne conquista tre: all-around, trave (vincendone il bronzo) e corpo libero.
Nella finale all-around, il miglior piazzamento raggiunto è stato il quarto posto di Alice d’Amato a Parigi 2024, seguito dall'ottavo posto di Vanessa Ferrari a Londra 2012.
Nelle finali ad attrezzo l'Italia ha partecipato alla finale al volteggio a Pechino 2008 con Carlotta Giovannini (sesto posto), alla finale al corpo libero a Londra 2012, con Vanessa Ferrari (quarto posto), a Rio 2016 con Erika Fasana e Ferrari (rispettivamente settimo e quarto posto), e a Tokyo 2020 nuovamente con Ferrari, che in questa occasione ha vinto la medaglia d'argento.  

#### Graduatoria delle partecipazioni olimpiche
| Ginnasta        | Edizioni                                        |
| --------------- | ----------------------------------------------- |
| Vanessa Ferrari | Pechino 2008, Londra 2012, Rio 2016, Tokyo 2020 |

| Ginnasta          | Edizioni                                 |
| ----------------- | ---------------------------------------- |
| Monica Bergamelli | Sydney 2000, Atene 2004, Pechino 2008    |
| Miranda Cicognani | Helsinki 1952, Melbourne 1956, Roma 1960 |

| Ginnasta          | Edizioni                      |
| ----------------- | ----------------------------- |
| Renata Bianchi    | Londra 1948, Helsinki 1952    |
| Rosella Cicognani | Melbourne 1956, Roma 1960     |
| Alice d'Amato     | Tokyo 2020, Parigi 2024       |
| Erika Fasana      | Londra 2012, Rio 2016         |
| Carlotta Ferlito  | Londra 2012, Rio 2016         |
| Elena Lagorara    | Melbourne 1956, Roma 1960     |
| Licia Macchini    | Londra 1948, Helsinki 1952    |
| Rita Peri         | Monaco 1972, Montréal 1976    |
| Luciana Reali     | Helsinki 1952, Melbourne 1956 |
| Giulia Volpi      | Seoul 1988, Barcellona 1992   |

| Ginnasta               | Edizioni           |
| ---------------------- | ------------------ |
| Angela Alberti         | Monaco 1972        |
| Bianca Ambrosetti      | Amsterdam 1928     |
| Angela Andreoli        | Parigi 2024        |
| Anna Avanzini          | Berlino 1936       |
| Vittoria Avanzini      | Berlino 1936       |
| Francesca Benolli      | Pechino 2008       |
| Adriana Biagiotti      | C. d. Messico 1968 |
| Clara Bimbocci         | Berlino 1936       |
| Laura Bortolaso        | Los Angeles 1984   |
| Grazia Bozzo           | Helsinki 1952      |
| Martina Bremini        | Sydney 2000        |
| Stefania Bucci         | Montréal 1976      |
| Elisa Calsi            | Melbourne 1956     |
| Giorgia Campana        | Londra 2012        |
| Ebore Canella          | Berlino 1936       |
| Alice Capitani         | Sydney 2000        |
| Irene Castelli         | Sydney 2000        |
| Pina Cipriotto         | Berlino 1936       |
| Elda Cividino          | Berlino 1936       |
| Maria Cocuzza          | Seoul 1988         |
| Francesca Costa        | Roma 1960          |
| Adriana Crisci         | Sydney 2000        |
| Asia D'Amato           | Tokyo 2020         |
| Cinzia Delisi          | Monaco 1972        |
| Elisabetta Durelli     | Helsinki 1952      |
| Manila Esposito        | Parigi 2024        |
| Patrizia Fratini       | Montréal 1976      |
| Maria Teresa Gargano   | Atene 2004         |
| Lavinia Gianoni        | Amsterdam 1928     |
| Luigina Giavotti       | Amsterdam 1928     |
| Virginia Giorgi        | Amsterdam 1928     |
| Carlotta Giovannini    | Pechino 2008       |
| Gianna Guaita          | Berlino 1936       |
| Norma Icardi           | Londra 1948        |
| Elisa Iorio            | Parigi 2024        |
| Luciana Lagorara       | Melbourne 1956     |
| Patrizia Luconi        | Seoul 1988         |
| Daniela Maccelli       | C. d. Messico 1968 |
| Federica Macrì         | Pechino 2008       |
| Martina Maggio         | Tokyo 2020         |
| Germana Malabarba      | Amsterdam 1928     |
| Maria Grazia Mancuso   | Monaco 1972        |
| Carla Marangoni        | Amsterdam 1928     |
| Gabriella Marchi       | Monaco 1972        |
| Elisa Meneghini        | Rio 2016           |
| Laura Micheli          | Londra 1948        |
| Lara Mori              | Tokyo 2020         |
| Wanda Nuti             | Londra 1948        |
| Francesca Morotti      | Atlanta 1996       |
| Lia Parolari           | Pechino 2008       |
| Luigina Perversi       | Amsterdam 1928     |
| Luciana Pezzoni        | Londra 1948        |
| Lidia Pitteri          | Helsinki 1952      |
| Diana Pizzavini        | Amsterdam 1928     |
| Gabriella Pozzuolo     | C. d. Messico 1968 |
| Elisabetta Preziosa    | Londra 2012        |
| Martina Rizzelli       | Rio 2016           |
| Giordana Rocchi        | Atlanta 1996       |
| Donatella Sacchi       | Montréal 1976      |
| Gabriella Santarelli   | Roma 1960          |
| Elena Santoni          | Londra 1948        |
| Liliana Scaricabarozzi | Helsinki 1952      |
| Veronica Servente      | Barcellona 1992    |
| Wanda Soprani          | Roma 1960          |
| Valentina Spongia      | Montréal 1976      |
| Monica Stefani         | Monaco 1972        |
| Anna Luisa Tanzini     | Amsterdam 1928     |
| Carmela Toso           | Berlino 1936       |
| Laura Trefiletti       | Sydney 2000        |
| Carolina Tronconi      | Amsterdam 1928     |
| Ines Vercesi           | Amsterdam 1928     |
| Giorgia Villa          | Parigi 2024        |
| Rita Vittadini         | Amsterdam 1928     |
| Carla Wieser           | Montréal 1976      |

### Partecipazioni ai mondiali
Ai mondiali di Basilea 1950, la nazionale composta da Wanda Nuti, Licia Macchini, Renata Bianchi, Laura Micheli, Anna Monlarini, Elena Santoni, Liliana Scaricabarozzi e Lilia Torriani, vince la medaglia di bronzo, inoltre Wanda Nuti e Licia Macchini conquistarono rispettivamente l'argento e il bronzo alla trave dietro alla polacca Helena Rakoczy. Inoltre Wanda Nuti terminò decima nell'all-around, Laura Micheli finì invece settima nella finale individuale e quinta nella finale al corpo libero.
Ai mondiali del 2002, a Debrecen, Ilaria Colombo, conquista la finale alla trave che termina in settima posizione.
Nel 2006, ai Campionati mondiali ad Aarhus, Vanessa Ferrari diventa campionessa mondiale nel concorso generale, e conquista il bronzo a parallele e al corpo libero oltre a piazzarsi sesta alla trave. 
Nel 2007 ai mondiali di Stoccarda Vanessa Ferrari conquista il bronzo individuale, la squadra composta da Vanessa Ferrari, Lia Parolari, Monica Bergamelli, Francesca Benolli, Silvia Zanolo e Federica Macrì raggiunge la quarta posizione dietro a Stati Uniti, Cina e Romania, la miglior posizione raggiunta in una finale mondiale fino a quel momento.
Ai Mondiali di Londra 2009 Serena Licchetta conquista la finale alle parallele che termina in ottava posizione, ed Elisabetta Preziosa conquista la finale alla trave, concludendo in quinta posizione.
Ai mondiali di Rotterdam 2010 Vanessa Ferrari conquista la finale al corpo libero, che finisce in sesta posizione.
Nel 2013 ad Anversa Vanessa Ferrari vince l'argento al corpo libero e arriva quarta alla trave davanti alla compagna di squadra Carlotta Ferlito, arrivata quinta. 
Ai Mondiali del 2014 di Nanning, la squadra composta da Vanessa Ferrari, Erika Fasana, Giorgia Campana, Lavinia Marongiu, Lara Mori, Elisa Meneghini e Martina Rizzelli, conquista la quinta posizione. Vanessa Ferrari e Erika Fasana conquistano la finale al corpo libero, che terminano rispettivamente in quinta e settima posizione.
Nel 2017 ai Mondiali di Montréal Vanessa Ferrari e Lara Mori conquistano la finale al corpo libero: la Mori finisce in sesta posizione ma Vanessa Ferrari non porta a termine l'esercizio, perché durante la seconda diagonale (flic tempo+tsukhara) si rompe il tendine di achille. 
Nel 2019 a Stoccarda l'Italia vince il bronzo nella gara a squadre grazie a Giorgia Villa, Asia D'Amato, Desiree Carofiglio, Alice D'Amato, Elisa Iorio e la riserva Martina Maggio.
Ai Mondiali di Kitayushu del 2021, Asia D'Amato conquista la finale al volteggio (prima italiana a riuscirci) e si laurea vice-campionessa del mondo. Nella stessa manifestazione Elisa Iorio raggiunge la finale alle parallele asimmetriche (terza italiana di sempre a riuscirci dopo Vanessa Ferrari e Serena Licchetta), conquistando poi la sesta posizione.

#### Graduatoria delle partecipazioni mondiali
| Ginnasta        | Edizioni |
| --------------- | --- |
| Vanessa Ferrari | Aarhus 2006, Stoccarda 2007, Rotterdam 2010, Tokyo 2011, Anversa 2013, Nanning 2014, Glasgow 2015, Montréal 2017 |

| Ginnasta          | Edizioni                                                                                           |
| ----------------- | -------------------------------------------------------------------------------------------------- |
| Monica Bergamelli | Tianjin 1999, Ghent 2001, Debrecen 2002, Anaheim 2003, Melbourne 2005, Aarhus 2006, Stoccarda 2007 |

| Ginnasta        | Partecipazioni                                                                |
| --------------- | ----------------------------------------------------------------------------- |
| Chiara Ferrazzi | Indianapolis 1991, Parigi 1992, Birmingham 1993, Brisbane 1994, Sabae 1995    |
| Giulia Volpi    | Montréal 1985, Rotterdam 1987, Stoccarda 1989, Indianapolis 1991, Parigi 1992 |

| Ginnasta      | Edizioni                                                      |
| ------------- | ------------------------------------------------------------- |
| Alice D'Amato | Stoccarda 2019, Kitakyushu 2021, Liverpool 2022, Anversa 2023 |
| Elisa Iorio   | Stoccarda 2019, Kitakyushu 2021, Liverpool 2022, Anversa 2023 |
| Lara Mori     | Nanning 2014, Glasgow 2015, Montréal 2017, Doha 2018          |

| Ginnasta               | Edizioni                                       |
| ---------------------- | ---------------------------------------------- |
| Desiree Carofiglio     | Montréal 2017, Stoccarda 2019, Kitakyushu 2021 |
| Miranda Cicognani      | Roma 1954, Mosca 1958,Praga 1962               |
| Carlotta Ferlito       | Tokyo 2011, Anversa 2013, Glasgow 2015         |
| Francesca Morotti      | Sabae 1995, Losanna 1997, Tianjin 1999         |
| Lia Parolari           | Stoccarda 2007, Rotterdam 2010, Tokyo 2011     |
| Elisabetta Preziosa    | Londra 2009, Rotterdam 2010, Tokyo 2011        |
| Liliana Scaricabarozzi | Basilea 1950, Roma 1954, Mosca 1958            |

| Ginnasta             | Edizioni                         |
| -------------------- | -------------------------------- |
| Emily Armi           | Londra 2009, Tokyo 2011          |
| Sara Bradaschia      | Aarhus 2006, Stoccarda 2007      |
| Laura Bortolaso      | Fort Worth 1979, Budapest 1983   |
| Giorgia Campana      | Tokyo 2011, Nanning 2014         |
| Cristina Cavalli     | Ghent 2001, Anaheim 2003         |
| Rosella Cicognani    | Mosca 1958, Praga 1962           |
| Ilaria Colombo       | Debrecen 2002, Anaheim 2003      |
| Asia D'Amato         | Stoccarda 2019, Kitakyushu 2021  |
| Manila Esposito      | Liverpool 2022, Anversa 2023     |
| Erika Fasana         | Nanning 2014, Glasgow 2015       |
| Maria Teresa Gargano | Debrecen 2002, Anaheim 2003      |
| Elena Ghiselli       | Budapest 1983, Montréal 1985     |
| Donatella Grossi     | Strasburgo 1978, Fort Worth 1979 |
| Elisa Lamperti       | Sabae 1995, Losanna 1997         |
| Serena Licchetta     | Londra 2009, Rotterdam 2010      |
| Patrizia Luconi      | Montréal 1985, Rotterdam 1987    |
| Licia Macchini       | Basilea 1950, Roma 1954          |
| Federica Macrì       | Aarhus 2006, Stoccarda 2007      |
| Martina Maggio       | Stoccarda 2019, Liverpool 2022   |
| Veronica Mandriota   | Liverpool 2022, Anversa 2023     |
| Elisa Meneghini      | Nanning 2014, Glasgow 2015       |
| Caterina Miglioranza | Strasburgo 1978, Fort Worth 1979 |
| Tania Rebagliati     | Sabae 1995, Losanna 1997         |
| Martina Rizzelli     | Nanning 2014, Doha 2018          |
| Giordana Rocchi      | Sabae 1995, Losanna 1997         |
| Daria Sarkosh        | Anaheim 2003, Melbourne 2005     |
| Veronica Servente    | Parigi 1992, Birmingham 1993     |
| Rossana Venegoni     | Montréal 1985, Rotterdam 1987    |
| Giorgia Villa        | Stoccarda 2019, Liverpool 2022   |

| Ginnasta             | Edizioni          |
| -------------------- | ----------------- |
| Angela Alberti       | Dortmund 1966     |
| Angela Andreoli      | Anversa 2023      |
| Martina Basile       | Doha 2018         |
| Carmen Basla         | Varna 1974        |
| Arianna Belardelli   | Anversa 2023      |
| Francesca Benolli    | Stoccarda 2007    |
| Sara Berardinelli    | Montréal 2017     |
| Adriana Biagiotti    | Dortmund 1966     |
| Renata Bianchi       | Basilea 1950      |
| Loana Biffi          | Strasburgo 1978   |
| Cristina Brambati    | Fort Worth 1979   |
| Martina Bremini      | Tianjin 1999      |
| Stefania Bucci       | Varna 1974        |
| Elisa Calsi          | Roma 1954         |
| Alice Capitani       | Tianjin 1999      |
| Irene Castelli       | Tianjin 1999      |
| Cristina Casubolo    | Montréal 1985     |
| Selene Celotto       | Stoccarda 1989    |
| Caterina Cereghetti  | Doha 2018         |
| Maria Cocuzza        | Rotterdam 1987    |
| Serenella Codato     | Varna 1974        |
| Stefania Copelli     | Indianapolis 1991 |
| Lorena Coza          | Aarhus 2006       |
| Adriana Crisci       | Tianjin 1999      |
| Francesca Deagostini | Anversa 2013      |
| Cinzia Delisi        | Varna 1974        |
| Giorgia Denti        | Ghent 2001        |
| Anna Di Mattia       | Budapest 1983     |
| Carmen Falzarano     | Indianapolis 1991 |
| Lara Filippi         | Stoccarda 1989    |
| Paola Galante        | Londra 2009       |
| Giampiera Gambaro    | Budapest 1983     |
| Chiara Gandolfi      | Tokyo 2011        |
| Marinella Giorgini   | Strasburgo 1978   |
| Carlotta Giovannini  | Aarhus 2006       |
| Elisabetta Grassi    | Fort Worth 1979   |
| Leonilde Iannuzzi    | Budapest 1983     |
| Roberta Kirchmayer   | Stoccarda 1989    |
| Luciana Lagorara     | Roma 1954         |
| Irene Lanza          | Doha 2018         |
| Alessia Leolini      | Anversa 2013      |
| Josella Lombardi     | Budapest 1983     |
| Elena Marcelloni     | Stoccarda 1989    |
| Gabriella Marchi     | Varna 1974        |
| Enus Mariani         | Glasgow 2015      |
| Lavinia Marongiu     | Nanning 2014      |
| Jessica Mattoni      | Rotterdam 2010    |
| Barbara Melozzi      | Parigi 1992       |
| Ilenia Menghesso     | Losanna 1997      |
| Laura Micheli        | Basilea 1950      |
| Anna Monlarini       | Basilea 1950      |
| Laura Montagnolo     | Sabae 1995        |
| Wanda Nuti           | Basilea 1950      |
| Elena Olivetti       | Tianjin 1999      |
| Paola Pasteris       | Fort Worth 1979   |
| Clara Pedrini        | Sabae 1995        |
| Rita Peri            | Varna 1974        |
| Marika Pestrin       | Anaheim 2003      |
| Michela Pistacchi    | Montréal 1985     |
| Gabriella Pozzuolo   | Dortmund 1966     |
| Eleonora Rando       | Rotterdam 2010    |
| Luciana Reali        | Roma 1954         |
| Sara Ricciardi       | Doha 2018         |
| Barbara Righetto     | Rotterdam 1987    |
| Paola Rivi           | Losanna 1997      |
| Ilaria Rosso         | Anaheim 2003      |
| Valentina Rubinetti  | Indianapolis 1991 |
| Gabriella Santarelli | Roma 1954         |
| Elena Santoni        | Basilea 1950      |
| Federica Spadone     | Tianjin 1999      |
| Maria Storici        | Roma 1954         |
| Ada Tondolo          | Basilea 1950      |
| Lilia Torriani       | Basilea 1950      |
| Tea Ugrin            | Glasgow 2015      |
| Daniela Vairo        | Indianapolis 1991 |
| Monica Valentrini    | Strasburgo 1978   |
| Alessandra Vietti    | Stoccarda 1989    |
| Floriana Zanetti     | Rotterdam 1987    |
| Silvia Zanolo        | Stoccarda 2007    |

### Partecipazioni agli europei
Le prime medaglie in campo europeo arrivano a Birmingham 1996 a livello juniores con due argenti, all-around e corpo libero, di Adriana Crisci.
Le medaglie a livello juniores continuano agli europei successivi di San Pietroburgo 1998 dove Monica Bergamelli, Elena Olivetti, Federica Spadone, Lucia Valetta e Irene Castelli vincono il bronzo di squadra; inoltre Bergamelli conquista un argento alla trave e Olivetti un bronzo alle parallele.
• La prima medaglia a livello senior arriva a Patrasso nel 2002 dove la squadra composta da Giorgia Denti, Ilaria Colombo, Cristina Cavalli, Maria Teresa Gargano e Monica Bergamelli vince il bronzo. 
• Agli europei di Amsterdam 2004, a livello senior Maria Teresa Gargano vince il bronzo al corpo libero, mentre a livello juniores, la squadra composta da Vanessa Ferrari, Federica Macrì, Roberta Galante e Francesca Benolli vince il bronzo, inoltre la Ferrari vince un argento individuale ed un bronzo alla trave. Mentre Federica Macrì vince un bronzo al corpo libero 
• Ai I europei individuali, nel 2005 a Debrecen, Francesca Benolli vinse la prima medaglia d'oro europea individuale per l'Italia, al volteggio.
• Agli Europei di Volos 2006 è stato invece vinto il primo oro europeo a squadre, con la squadra composta da Monica Bergamelli, Carlotta Giovannini, Federica Macrì, Vanessa Ferrari e Lia Parolari: questa è anche l'unica medaglia d'oro finora vinta da una nazione diversa da Romania o Russia. In quella stessa edizione Vanessa Ferrari ottiene anche un argento al corpo libero.

• Amsterdam 2007 porta tre medaglie d'oro all'Italia: Vanessa Ferrari diventa campionessa europea nel concorso generale e al corpo libero, mentre Carlotta Giovannini vince al volteggio. 
• Nel 2008, a Clermond-Ferrand, l'Italia vince solo al volteggio, con la doppietta argento-bronzo di Carlotta Giovannini e Francesca Benolli. 
• A Milano 2009 Vanessa Ferrari vince un argento al corpo libero.
• Agli europei 2010 la squadra junior, composta da Carlotta Ferlito, Erika Fasana, Giulia Leni e Francesca Deagostini, vince il bronzo, inoltre Erika Fasana vince un bronzo al volteggio.
• A Berlino 2011, per la seconda volta l'Italia occupa due gradini del podio nella stessa gara: alla trave, argento di Carlotta Ferlito e bronzo di Elisabetta Preziosa.
• La squadra composta da Vanessa Ferrari, Erika Fasana, Carlotta Ferlito, Giorgia Campana, Francesca Deagostini conquista il bronzo nel Concorso a squadre di Bruxelles 2012.
Inoltre sempre nel 2012 la squadra juniores (Enus Mariani, Elisa Meneghini, Tea Ugrin, Lara Mori e Alessia Leolini) conquista l'argento mentre Enus Mariani, vince l'oro nel concorso generale, ed Elisa Meneghini vince un bronzo alla trave.
• Agli Europei di Sofia 2014 Vanessa Ferrari si riconferma campionessa europea nella specialità del corpo libero.
• Nel 2016 a Berna Martina Basile, vince il bronzo all-around juniores, e l'argento al volteggio, specialità in cui Martina Maggio vince l'oro.
• Nel 2018 agli Europei di Glasgow, la squadra junior composta da Giorgia Villa, Asia D'Amato, Alice D'Amato, Elisa Iorio e Alessia Federici vince l'oro, la Villa vince altri 2 ori all-around e trave, e 2 argenti volteggio e corpo libero. Nella stessa competizione Asia D'Amato vince l'oro al volteggio, ed Elisa Iorio vince il bronzo alla trave.
• Nel 2019, a Stettino, Alice D'Amato conquista una storica medaglia di bronzo alle parallele, la prima per l'Italia su questo attrezzo agli Europei.
• Nel 2021, a Basilea, Vanessa Ferrari vince il bronzo al corpo libero; inoltre, la squadra italiana conquista quattro diverse finali: Martina Maggio nell'all-around, alla trave e al corpo libero; Alice D'Amato e Giorgia Villa alle parallele; Vanessa Ferrari al corpo libero.
• Nel 2022, agli Europei di Monaco di Baviera, la squadra italiana, composta da Angela Andreoli, Asia D'Amato, Alice D'Amato, Martina Maggio e Giorgia Villa, si qualifica con il primo punteggio (165.162) per la finale a squadre; nella stessa giornata, Asia D'Amato si laurea campionessa europea All-Around, seguita dalla britannica Alice Kinsella e dalla connazionale Martina Maggio. Il giorno seguente, la squadra junior, formata da Arianna Grillo, Chiara Barzasi, Viola Pierazzini, Martina Pieratti e July Marano, conquista la medaglia d'oro nel concorso generale e Pierazzini il bronzo nell'All-Around. Il 13 agosto, l'Italia senior conquista il primo posto nella finale a squadre, davanti a Gran Bretagna e Germania. Inoltre Asia D'Amato conquista la medaglia d'argento al volteggio, Alice D'Amato la medaglia d'argento alle parallele asimmetriche mentre al corpo libero Martina Maggio si aggiudica l'argento e Angela Andreoli il bronzo. Nelle finali individuali delle juniores Martina Pieratti si aggiudica l'oro alle parallele asimmetriche e Viola Pierazzini conquista il bronzo, la stessa Pierazzini è argento al corpo libero, Arianna Grillo è argento alla trave e July Marano è bronzo al volteggio.
• Nel 2023, agli europei di Antalya la squadra composta da Angela Andreoli, Alice D'Amato, Asia D'Amato, Manila Esposito e Giorgia Villa vince la medaglia d'Argento, nel concorso individuale generale, Alice D'Amato vince la medaglia di bronzo. Durante le finali di specialità, Asia D'amato si riconferma vice campionessa europea al volteggio, mentre la sorella Alice si laurea campionessa europea alle parallele. Alla trave Manila Esposito vince la medaglia d'argento, medaglia che mancava dagli europei di Berlino nel 2011.

## Medagliere

### Medagliere Olimpiadi
Aggiornato a Parigi 2024
| Pos | Ginnasta           | Ori | Argenti | Bronzi | Tot. |
| --- | ------------------ | --- | ------- | ------ | ---- |
| 1   | Alice D'Amato      | 1   | 1       | 0      | 2    |
| 1   | Manila Esposito    | 0   | 1       | 1      | 2    |
| 1   | Bianca Ambrosetti  | 0   | 1       | 0      | 1    |
| 1   | Lavinia Gianoni    | 0   | 1       | 0      | 1    |
| 1   | Luigina Giavotti   | 0   | 1       | 0      | 1    |
| 1   | Virginia Giorgi    | 0   | 1       | 0      | 1    |
| 1   | Germana Malabarba  | 0   | 1       | 0      | 1    |
| 1   | Carla Marangoni    | 0   | 1       | 0      | 1    |
| 1   | Luigina Perversi   | 0   | 1       | 0      | 1    |
| 1   | Diana Pizzavini    | 0   | 1       | 0      | 1    |
| 1   | Anna Luisa Tanzini | 0   | 1       | 0      | 1    |
| 1   | Carolina Tronconi  | 0   | 1       | 0      | 1    |
| 1   | Ines Vercesi       | 0   | 1       | 0      | 1    |
| 1   | Rita Vittadini     | 0   | 1       | 0      | 1    |
| 1   | Vanessa Ferrari    | 0   | 1       | 0      | 1    |
| 1   | Giorgia Villa      | 0   | 1       | 0      | 1    |
| 1   | Elisa Iorio        | 0   | 1       | 0      | 1    |
| 1   | Angela Andreoli    | 0   | 1       | 0      | 1    |

### Medagliere Mondiali
Aggiornato a Kitakyushu 2021
| Pos | Ginnasta               | Ori | Argenti | Bronzi | Tot. |
| --- | ---------------------- | --- | ------- | ------ | ---- |
| 1   | Vanessa Ferrari        | 1   | 1       | 3      | 5    |
| 2   | Asia D'Amato           | 0   | 1       | 1      | 2    |
| 2   | Wanda Nuti             | 0   | 1       | 1      | 2    |
| 3   | Licia Macchini         | 0   | 0       | 2      | 2    |
| 4   | Renata Bianchi         | 0   | 0       | 1      | 1    |
| 4   | Laura Micheli          | 0   | 0       | 1      | 1    |
| 4   | Anna Monlarini         | 0   | 0       | 1      | 1    |
| 4   | Elena Santoni          | 0   | 0       | 1      | 1    |
| 4   | Liliana Scaricabarozzi | 0   | 0       | 1      | 1    |
| 4   | Ada Tondolo            | 0   | 0       | 1      | 1    |
| 4   | Lilia Torriani         | 0   | 0       | 1      | 1    |
| 4   | Alice D'Amato          | 0   | 0       | 1      | 1    |
| 4   | Desiree Carofiglio     | 0   | 0       | 1      | 1    |
| 4   | Elisa Iorio            | 0   | 0       | 1      | 1    |
| 4   | Martina Maggio         | 0   | 0       | 1      | 1    |
| 4   | Giorgia Villa          | 0   | 0       | 1      | 1    |

### Medagliere Europei (senior)
Aggiornato a Lipsia 2025 (30 maggio)
| Pos | Nazione              | Ori | Argenti | Bronzi | Tot. |
| --- | -------------------- | --- | ------- | ------ | ---- |
| 1   | Manila Esposito      | 6   | 3       | 1      | 10   |
| 2   | Alice D'Amato        | 5   | 3       | 2      | 10   |
| 3   | Vanessa Ferrari      | 4   | 2       | 2      | 8    |
| 4   | Asia D'Amato         | 3   | 3       | 0      | 6    |
| 5   | Carlotta Giovannini  | 2   | 1       | 0      | 3    |
| 6   | Martina Maggio       | 1   | 1       | 1      | 3    |
| 6   | Angela Andreoli      | 1   | 1       | 1      | 3    |
| 8   | Giorgia Villa        | 1   | 1       | 0      | 2    |
| 9   | Sofia Tonelli        | 1   | 0       | 1      | 2    |
| 9   | Monica Bergamelli    | 1   | 0       | 1      | 2    |
| 9   | Francesca Benolli    | 1   | 0       | 1      | 2    |
| 11  | Federica Macrì       | 1   | 0       | 0      | 1    |
| 11  | Lia Parolari         | 1   | 0       | 0      | 1    |
| 11  | Emma Fioravanti      | 1   | 0       | 0      | 1    |
| 11  | Giulia Perotti       | 1   | 0       | 0      | 1    |
| 16  | Carlotta Ferlito     | 0   | 1       | 1      | 2    |
| 17  | Maria Teresa Gargano | 0   | 0       | 2      | 2    |
| 18  | Giorgia Campana      | 0   | 0       | 1      | 1    |
| 18  | Cristina Cavalli     | 0   | 0       | 1      | 1    |
| 18  | Ilaria Colombo       | 0   | 0       | 1      | 1    |
| 18  | Francesca Deagostini | 0   | 0       | 1      | 1    |
| 18  | Giorgia Denti        | 0   | 0       | 1      | 1    |
| 18  | Erika Fasana         | 0   | 0       | 1      | 1    |
| 18  | Elisabetta Preziosa  | 0   | 0       | 1      | 1    |

### Medagliere Europei (junior)
Aggiornato a Monaco di Baviera 2022
| Pos | Nazione              | Ori | Argenti | Bronzi | Tot. |
| --- | -------------------- | --- | ------- | ------ | ---- |
| 1   | Giorgia Villa        | 3   | 2       | 0      | 5    |
| 2   | Asia D'Amato         | 2   | 0       | 0      | 2    |
| 2   | Martina Pieratti     | 2   | 0       | 0      | 2    |
| 3   | Viola Pierazzini     | 1   | 1       | 2      | 4    |
| 4   | Enus Mariani         | 1   | 1       | 0      | 2    |
| 4   | Arianna Grillo       | 1   | 1       | 0      | 2    |
| 5   | Elisa Iorio          | 1   | 0       | 1      | 2    |
| 5   | July Marano          | 1   | 0       | 1      | 2    |
| 6   | Alice D'Amato        | 1   | 0       | 0      | 1    |
| 6   | Alessia Federici     | 1   | 0       | 0      | 1    |
| 6   | Martina Maggio       | 1   | 0       | 0      | 1    |
| 6   | Chiara Barzasi       | 1   | 0       | 0      | 1    |
| 7   | Adriana Crisci       | 0   | 2       | 0      | 2    |
| 8   | Vanessa Ferrari      | 0   | 1       | 2      | 3    |
| 9   | Martina Basile       | 0   | 1       | 1      | 2    |
| 9   | Monica Bergamelli    | 0   | 1       | 1      | 2    |
| 9   | Elisa Meneghini      | 0   | 1       | 1      | 2    |
| 10  | Alessia Leolini      | 0   | 1       | 0      | 1    |
| 10  | Lara Mori            | 0   | 1       | 0      | 1    |
| 10  | Tea Ugrin            | 0   | 1       | 0      | 1    |
| 11  | Erika Fasana         | 0   | 0       | 2      | 2    |
| 11  | Federica Macrì       | 0   | 0       | 2      | 2    |
| 11  | Elena Olivetti       | 0   | 0       | 2      | 2    |
| 12  | Francesca Benolli    | 0   | 0       | 1      | 1    |
| 12  | Irene Castelli       | 0   | 0       | 1      | 1    |
| 12  | Francesca Deagostini | 0   | 0       | 1      | 1    |
| 12  | Carlotta Ferlito     | 0   | 0       | 1      | 1    |
| 12  | Roberta Galante      | 0   | 0       | 1      | 1    |
| 12  | Giulia Leni          | 0   | 0       | 1      | 1    |
| 12  | Federica Spadone     | 0   | 0       | 1      | 1    |
| 12  | Lucia Valetta        | 0   | 0       | 1      | 1    |

### Medagliere Trofeo Città di Jesolo
Aggiornato al Trofeo Città di Jesolo 2022
| Pos | Nazione                   | Ori | Argenti | Bronzi | Tot. |
| --- | ------------------------- | --- | ------- | ------ | ---- |
| 1   | Elisa Iorio               | 3   | 1       | 3      | 7    |
| 2   | Asia D'Amato              | 2   | 5       | 1      | 8    |
| 3   | Enus Mariani              | 2   | 4       | 1      | 7    |
| 4   | Lia Parolari              | 2   | 1       | 0      | 3    |
| 5   | Erika Fasana              | 1   | 5       | 3      | 9    |
| 6   | Carlotta Ferlito          | 1   | 5       | 2      | 8    |
| 7   | Giorgia Villa             | 1   | 3       | 2      | 6    |
| 8   | Martina Rizzelli          | 1   | 3       | 0      | 4    |
| 9   | Elisabetta Preziosa       | 1   | 2       | 2      | 5    |
| 10  | Francesca Deagostini      | 1   | 2       | 1      | 4    |
| 10  | Eleonora Rando            | 1   | 2       | 1      | 4    |
| 10  | Tea Ugrin                 | 1   | 2       | 1      | 4    |
| 13  | Lavinia Marongiu          | 1   | 2       | 0      | 3    |
| 14  | Paola Galante             | 1   | 1       | 3      | 5    |
| 15  | Greta Carnessali          | 1   | 1       | 1      | 3    |
| 15  | Sofia Busato              | 1   | 1       | 1      | 3    |
| 17  | Serena Licchetta          | 1   | 1       | 0      | 2    |
| 18  | Emily Armi                | 1   | 0       | 1      | 2    |
| 18  | Sofia Bonistalli          | 1   | 0       | 1      | 2    |
| 20  | Anita Rupini              | 1   | 0       | 0      | 1    |
| 20  | Alessia Scantamburlo      | 1   | 0       | 0      | 1    |
| 20  | Alessia Federici          | 1   | 0       | 0      | 1    |
| 23  | Giorgia Campana           | 0   | 4       | 2      | 6    |
| 23  | Vanessa Ferrari           | 0   | 4       | 2      | 6    |
| 23  | Martina Maggio            | 0   | 4       | 2      | 6    |
| 26  | Elisa Meneghini           | 0   | 4       | 1      | 5    |
| 27  | Giulia Leni               | 0   | 3       | 1      | 4    |
| 28  | Alessia Leolini           | 0   | 2       | 2      | 4    |
| 29  | Alice D'Amato             | 0   | 2       | 1      | 3    |
| 29  | Lara Mori                 | 0   | 2       | 1      | 3    |
| 29  | Nicole Terlenghi          | 0   | 2       | 1      | 3    |
| 32  | Carlotta Giovannini       | 0   | 2       | 0      | 2    |
| 32  | Arianna Rocca             | 0   | 2       | 0      | 2    |
| 34  | Desiree Carofiglio        | 0   | 1       | 5      | 6    |
| 35  | Federica Macrì            | 0   | 1       | 1      | 2    |
| 35  | Andrea Foti               | 0   | 1       | 1      | 2    |
| 35  | Sara Ricciardi            | 0   | 1       | 1      | 2    |
| 38  | Angela Andreoli           | 0   | 1       | 0      | 1    |
| 38  | Giulia Antoniotti         | 0   | 1       | 0      | 1    |
| 38  | Chiara Barzasi            | 0   | 1       | 0      | 1    |
| 38  | Arianna Belardelli        | 0   | 1       | 0      | 1    |
| 38  | Francesca Benolli         | 0   | 1       | 0      | 1    |
| 38  | Monica Bergamelli         | 0   | 1       | 0      | 1    |
| 38  | Sara Bradaschia           | 0   | 1       | 0      | 1    |
| 38  | Martine Buro              | 0   | 1       | 0      | 1    |
| 38  | Chiara Gandolfi           | 0   | 1       | 0      | 1    |
| 38  | Laura Guatelli            | 0   | 1       | 0      | 1    |
| 38  | Alessia Guicciardi        | 0   | 1       | 0      | 1    |
| 38  | Andrea Francesca La Spada | 0   | 1       | 0      | 1    |
| 38  | Veronica Mandriota        | 0   | 1       | 0      | 1    |
| 38  | July Marano               | 0   | 1       | 0      | 1    |
| 38  | Viola Pierazzini          | 0   | 1       | 0      | 1    |
| 38  | Valentina Scapin          | 0   | 1       | 0      | 1    |
| 54  | Joana Favaretto           | 0   | 0       | 2      | 2    |
| 54  | Chiara Imeraj             | 0   | 0       | 2      | 2    |
| 56  | Pilar Rubagotti           | 0   | 0       | 2      | 2    |
| 56  | Alice Linguerri           | 0   | 0       | 2      | 2    |
| 58  | Iosra Abdelaziz           | 0   | 0       | 1      | 1    |
| 58  | Sofia Arosio              | 0   | 0       | 1      | 1    |
| 58  | Martina Basile            | 0   | 0       | 1      | 1    |
| 58  | Sara Berardinelli         | 0   | 0       | 1      | 1    |
| 58  | Clara Colombo             | 0   | 0       | 1      | 1    |
| 58  | Matilde Ferrari           | 0   | 0       | 1      | 1    |
| 58  | Emma Fioravanti           | 0   | 0       | 1      | 1    |
| 58  | Caterina Gaddi            | 0   | 0       | 1      | 1    |
| 58  | Arianna Grillo            | 0   | 0       | 1      | 1    |
| 58  | Giada Grisetti            | 0   | 0       | 1      | 1    |
| 58  | Francesca Noemi Linari    | 0   | 0       | 1      | 1    |
| 58  | Giorgia Morera            | 0   | 0       | 1      | 1    |
| 58  | Naomi Pazon               | 0   | 0       | 1      | 1    |
| 58  | Michela Redemagni         | 0   | 0       | 1      | 1    |
| 58  | Letizia Saronni           | 0   | 0       | 1      | 1    |
| 58  | Nicole Simionato          | 0   | 0       | 1      | 1    |

### Medagliere Giochi olimpici giovanili (YOG)
Aggiornato ai Giochi Olimpici giovanili 2018
| Pos | Ginnasta         | Ori | Argenti | Bronzi | Tot. |
| --- | ---------------- | --- | ------- | ------ | ---- |
| 1   | Giorgia Villa    | 3   | 1       | 0      | 4    |
| 2   | Carlotta Ferlito | 0   | 1       | 2      | 3    |
| 3   | Iosra Abdelaziz  | 0   | 1       | 0      | 1    |

### Medagliere Universiadi
Aggiornato alle Universiadi 2019
| Pos | Ginnasta         | Ori | Argenti | Bronzi | Tot. |
| --- | ---------------- | --- | ------- | ------ | ---- |
| 1   | Carlotta Ferlito | 1   | 0       | 1      | 2    |
| 2   | Lara Mori        | 0   | 1       | 1      | 2    |
| 3   | Martina Rizzelli | 0   | 0       | 1      | 1    |

### Medagliere Festival olimpico della gioventù europea (EYOF)
Aggiornato agli EYOF 2023
| Pos | Ginnasta            | Ori | Argenti | Bronzi | Tot. |
| --- | ------------------- | --- | ------- | ------ | ---- |
| 1   | Sara Caputo         | 3   | 2       | 0      | 5    |
| 2   | Vanessa Ferrari     | 2   | 1       | 2      | 5    |
| 3   | Giorgia Benecchi    | 2   | 1       | 0      | 3    |
| 4   | Erika Fasana        | 1   | 2       | 2      | 5    |
| 5   | Emma Fioravanti     | 1   | 1       | 1      | 3    |
| 6   | Elisa Iorio         | 1   | 1       | 0      | 2    |
| 7   | Arianna Grillo      | 1   | 0       | 2      | 3    |
| 8   | Elisa Meneghini     | 1   | 0       | 1      | 2    |
| 8   | Martina Pieratti    | 1   | 0       | 1      | 2    |
| 10  | Martina Rizzelli    | 1   | 0       | 0      | 1    |
| 10  | Benedetta Gava      | 1   | 0       | 0      | 1    |
| 12  | Asia D'Amato        | 0   | 3       | 2      | 5    |
| 13  | Martina Bremini     | 0   | 1       | 0      | 1    |
| 13  | Elisabetta Preziosa | 0   | 1       | 0      | 1    |
| 13  | Alice D'Amato       | 0   | 1       | 0      | 1    |
| 13  | July Marano         | 0   | 1       | 0      | 1    |
| 17  | Adriana Crisci      | 0   | 0       | 1      | 1    |
| 17  | Ilaria Colombo      | 0   | 0       | 1      | 1    |
| 17  | Lia Parolari        | 0   | 0       | 1      | 1    |
| 17  | Federica Macrì      | 0   | 0       | 1      | 1    |
| 17  | Tea Ugrin           | 0   | 0       | 1      | 1    |

### Medagliere Giochi del Mediterraneo
Aggiornato ai Giochi del Mediterraneo 2022
| Pos | Ginnasta                              | Ori | Argenti | Bronzi | Tot. |
| --- | ------------------------------------- | --- | ------- | ------ | ---- |
| 1   | Vanessa Ferrari                       | 8   | 1       | 1      | 10   |
| 2   | Rita Peri                             | 4   | 3       | 2      | 9    |
| 3   | Angela Alberti                        | 4   | 2       | 0      | 6    |
| 3   | Martina Maggio                        | 4   | 2       | 0      | 6    |
| 4   | Asia D'Amato                          | 3   | 2       | 0      | 5    |
| 5   | Laura Bortolaso                       | 3   | 1       | 3      | 8    |
| 5   | Stefania Bucci                        | 3   | 1       | 0      | 4    |
| 6   | Lara Mori                             | 3   | 0       | 0      | 3    |
| 7   | Elisabetta Preziosa                   | 2   | 2       | 2      | 6    |
| 8   | Chiara Gandolfi                       | 2   | 0       | 0      | 2    |
| 8   | Giorgia Villa                         | 2   | 0       | 0      | 2    |
| 9   | Giorgia Campana                       | 2   | 0       | 1      | 3    |
| 10  | Monica Bergamelli                     | 1   | 3       | 0      | 4    |
| 11  | Ilaria Colombo                        | 1   | 2       | 0      | 3    |
| 11  | Donatella Grossi                      | 1   | 2       | 0      | 3    |
| 13  | Valentina Spongia                     | 1   | 1       | 1      | 3    |
| 13  | Barbara Righetto                      | 1   | 1       | 1      | 3    |
| 15  | Giada Grisetti                        | 1   | 1       | 0      | 2    |
| 16  | Gabriella Marchi                      | 1   | 0       | 1      | 2    |
| 16  | Gianna Bovani                         | 1   | 0       | 1      | 2    |
| 16  | Veronica Servente                     | 1   | 0       | 1      | 2    |
| 16  | Giulia Leni                           | 1   | 0       | 1      | 2    |
| 20  | Maria Desi Storai                     | 1   | 0       | 0      | 1    |
| 20  | Paola Fiammenghi                      | 1   | 0       | 0      | 1    |
| 20  | Carla Wieser                          | 1   | 0       | 0      | 1    |
| 20  | Donatella Sacchi                      | 1   | 0       | 0      | 1    |
| 20  | Carmen Basla                          | 1   | 0       | 0      | 1    |
| 20  | Elisabetta Grassi                     | 1   | 0       | 0      | 1    |
| 20  | Caterina Miglioranza                  | 1   | 0       | 0      | 1    |
| 20  | Monica Valentini                      | 1   | 0       | 0      | 1    |
| 20  | Paola Pasteris                        | 1   | 0       | 0      | 1    |
| 20  | Ilaria Rosso                          | 1   | 0       | 0      | 1    |
| 20  | Federica Macrì                        | 1   | 0       | 0      | 1    |
| 20  | Daria Sarkosh                         | 1   | 0       | 0      | 1    |
| 20  | Francesca Noemi Linari                | 1   | 0       | 0      | 1    |
| 20  | Martina Basile                        | 1   | 0       | 0      | 1    |
| 20  | Caterina Teresa Anna Maria Cereghetti | 1   | 0       | 0      | 1    |
| 20  | Angela Andreoli                       | 1   | 0       | 0      | 1    |
| 20  | Alice D'Amato                         | 1   | 0       | 0      | 1    |
| 36  | Adriana Crisci                        | 0   | 3       | 2      | 5    |
| 37  | Giulia Volpi                          | 0   | 2       | 3      | 5    |
| 38  | Patrizia Luconi                       | 0   | 2       | 2      | 4    |
| 39  | Martina Bremini                       | 0   | 2       | 1      | 3    |
| 39  | Maria Teresa Gargano                  | 0   | 2       | 1      | 3    |
| 41  | Chiara Ferrazzi                       | 0   | 1       | 3      | 4    |
| 42  | Laura Montagnolo                      | 0   | 1       | 1      | 2    |
| 42  | Emily Armi                            | 0   | 1       | 1      | 2    |
| 42  | Paola Galante                         | 0   | 1       | 1      | 2    |
| 45  | Floriana Zanetti                      | 0   | 1       | 0      | 1    |
| 45  | Maria Cocuzza                         | 0   | 1       | 0      | 1    |
| 45  | Rossana Venegoni                      | 0   | 1       | 0      | 1    |
| 45  | Stefania Copelli                      | 0   | 1       | 0      | 1    |
| 45  | Carmen Falzarano                      | 0   | 1       | 0      | 1    |
| 45  | Paola Rivi                            | 0   | 1       | 0      | 1    |
| 45  | Giordana Rocchi                       | 0   | 1       | 0      | 1    |
| 45  | Giorgia Denti                         | 0   | 1       | 0      | 1    |
| 45  | Cristina Cavalli                      | 0   | 1       | 0      | 1    |
| 45  | Andrea Francesca La Spada             | 0   | 1       | 0      | 1    |
| 55  | Leonilde Iannuzzi                     | 0   | 0       | 2      | 2    |
| 56  | Josella Lombardi                      | 0   | 0       | 1      | 1    |
| 56  | Tiziana Di Pilato                     | 0   | 0       | 1      | 1    |
| 56  | Ketty Titon                           | 0   | 0       | 1      | 1    |
| 56  | Francesca Santoni                     | 0   | 0       | 1      | 1    |

### Medagliere Giochi del Mediterraneo juniores
Aggiornato ai Giochi del Mediterraneo 2018
| Pos | Ginnasta           | Ori | Argenti | Bronzi | Tot. |
| --- | ------------------ | --- | ------- | ------ | ---- |
| 1   | Giulia Cotroneo    | 6   | 0       | 1      | 7    |
| 2   | Sofia Busato       | 3   | 1       | 0      | 4    |
| 2   | Elisa Iorio        | 3   | 1       | 0      | 4    |
| 4   | Arianna Belardelli | 3   | 1       | 0      | 4    |
| 5   | Chiara Barzasi     | 3   | 0       | 0      | 3    |
| 6   | Alice D'Amato      | 2   | 2       | 0      | 4    |
| 7   | Giulia Messali     | 2   | 1       | 0      | 3    |
| 8   | Viola Pierazzini   | 2   | 0       | 1      | 3    |
| 9   | Chiara Vincenzi    | 1   | 1       | 2      | 4    |
| 10  | Martina Basile     | 1   | 0       | 1      | 2    |
| 10  | Micol Minotti      | 1   | 0       | 1      | 2    |
| 10  | Manila Esposito    | 1   | 0       | 1      | 2    |
| 13  | Pilar Rubagotti    | 0   | 1       | 1      | 2    |

## Rose

### Rose olimpiche
Amsterdam 1928Bianca Ambrosetti, Lavinia Gianoni, Luigina Giavotti, Virginia Giorgi, Germana Malabarba, Clara Marangoni, Luigina Perversi, Diana Pizzavini, Anna Tanzini, Carolina Tronconi, Ines Vercesi, Rita Vittadini
Berlino 1936Ebore Canella, Clara Bimbocci, Elda Cividino, Carmela Toso, Pina Cipriotto, Anna Avanzini, Vittoria Avanzini, Gianna Guaita
Londra 1948Laura Micheli, Elena Santoni, Licia Macchini, Wanda Nuti, Lilia Torriani, Renata Bianchi, Norma Icardi, Luciana Pezzoni
Helsinki 1952Renata Bianchi, Grazia Bozzo, Miranda Cicognani, Elisabetta Durelli, Licia Macchini, Lidia Pitteri, Luciana Reali, Liliana Scaricabarozzi
Melbourne 1956Miranda Cicognani, Rosella Cicognani, Elisa Calsi, Luciana Lagorara, Elena Lagorara, Luciana Reali
Roma 1960Miranda Cicognani, Rosella Cicognani, Wanda Soprani, Elena Lagorara, Gabriella Santarelli, Francesca Costa
Città del Messico 1968Adriana Biagiotti, Daniela Maccelli, Gabriella Pozzuolo
Monaco 1972Angela Alberti, Cinzia Delisi, Maria Grazia Mancuso, Gabriella Marchi, Rita Peri, Monica Stefani
Montreal 1976Stefania Bucci, Patrizia Fratini, Rita Peri, Donatella Sacchi, Valentina Spongia, Carla Wieser
Los Angeles 1984Laura Bortolaso
Seoul 1988Maria Cocuzza, Patrizia Luconi, Giulia Volpi
Barcellona 1992Veronica Servente, Giulia Volpi
Atlanta 1996Francesca Morotti, Giordana Rocchi
Sydney 2000Monica Bergamelli, Adriana Crisci, Martina Bremini, Irene Castelli, Alice Capitani, Laura Trefiletti
Atene 2004Maria Teresa Gargano, Monica Bergamelli, DTN: Enrico Casella
Pechino 2008Francesca Benolli, Monica Bergamelli, Vanessa Ferrari, Federica Macrì, Lia Parolari, Carlotta Giovannini, DTN: Enrico Casella
Londra 2012Giorgia Campana, Erika Fasana, Carlotta Ferlito, Vanessa Ferrari, Elisabetta Preziosa, DTN: Fulvio Vailati
Rio 2016Erika Fasana, Carlotta Ferlito, Vanessa Ferrari, Elisa Meneghini, Martina Rizzelli, DTN: Enrico Casella
Tokyo 2020
Vanessa Ferrari, Martina Maggio, Alice D’Amato, Asia D’Amato, Lara Mori, DTN: Enrico Casella
Parigi 2024
Alice d'Amato, Angela Andreoli, Manila Esposito, Elisa Iorio, Giorgia Villa, DTN: Enrico Casella

### Rose del Trofeo Città di Jesolo
Jesolo 2008Francesca Benolli, Monica Bergamelli, Sara Bradaschia, Vanessa Ferrari, Carlotta Giovannini, Lia Parolari
junior: Paola Galante, Andrea Francesca La Spada, Serena Licchetta, Elisabetta Preziosa, Eleonora Rando, Valentina Scapin
Jesolo 2009Emily Armi, Paola Galante, Serena Licchetta, Lia Parolari, Elisabetta Preziosa, Eleonora Rando
junior: Greta Carnessali, Francesca Deagostini, Erika Fasana, Carlotta Ferlito, Anita Rupini, Alessia Scantamburlo
Jesolo 2010Emily Armi, Vanessa Ferrari, Paola Galante, Federica Macrì, Elisabetta Preziosa, Eleonora Rando
junior: Greta Carnessali, Francesca Deagostini, Erika Fasana, Carlotta Ferlito, Andrea Foti, Giulia Leni
Jesolo 2011Ilaria Bombelli, Carlotta Ferlito, Chiara Gandolfi, Carlotta Giovannini, Giulia Leni, Eleonora Rando
junior: Greta Carnessali, Francesca Deagostini, Erika Fasana, Alessia Leolini, Elisa Meneghini, Sara Ricciardi
Jesolo 2012Giorgia Campana, Francesca Deagostini, Carlotta Ferlito, Vanessa Ferrari, Giulia Leni, Jessica Hélène Mattoni, Sara Ricciardi, DTN: Enrico Casella
junior: Martine Buro, Laura Guatelli, Enus Mariani, Lara Mori, Nicole Terlenghi, Tea Ugrin
Jesolo 2013Giorgia Campana, Erika Fasana, Vanessa Ferrari, Federica Macrì, Elisa Meneghini, Elisabetta Preziosa, DTN: Enrico Casella
Senior (squadra sperimentale): Serena Bugani, Martine Buro, Adriana Crisci, Giulia Leni, Giulia Paglia, Arianna Rocca
junior (squadra ufficiale): Sofia Busato, Sofia Bonistalli, Enus Mariani, Lavinia Marongiu, Martina Rizzelli, Tea Ugrin
junior (squadra sperimentale): Joana Favaretto, Chiara Imeraj, Alice Linguerri, Giorgia Morera, Pilar Rubagotti, Nicole Terlenghi.
Jesolo 2014Giorgia Campana, Erika Fasana, Lavinia Marongiu, Elisa Meneghini, Lara Mori, Martina Rizzelli, DTN: Enrico Casella
individualista: Alessia Leolini
Junior: Iosra Abdelaziz, Sofia Busato, Desiree Carofiglio, Joana Favaretto, Chiara Imeraj, Alice Linguerri, Pilar Rubagotti.
Jesolo 2015
Erika Fasana, Carlotta Ferlito, Alessia Leolini, Elisa Meneghini, Martina Rizzelli, Tea Ugrin
individualista: Arianna Rocca
junior: Sofia Arosio, Sara Berardinelli, Clara Colombo, Francesca Noemi Linari, Michela Redemagni, Nicole Simionato
Jesolo 2016
Giorgia Campana, Desiree Carofiglio, Carlotta Ferlito, Alessia Leolini, Enus Mariani, Tea Ugrin
junior: Giorgia Balottari, Martina Basile, Giulia Bencini, Sara Berardinelli, Maria Vittoria Cocciolo, Asia D’Amato, Elisa Iorio, Francesca Noemi Linari, Martina Maggio, Sydney Saturnino, Giorgia Villa
Jesolo 2017:
Desiree Carofiglio, Giada Grisetti, Francesca Noemi Linari, Martina Maggio
individualiste: Sofia Busato, Lara Mori,
junior (squadra 1): Alice D'Amato, Asia D'Amato, Elisa Iorio, Giorgia Villa
junior (squadra 2): Martina Basile, Benedetta Ciammarughi, Matilde De Tullio, Sidney Saturnino
junior (squadra young classe 2004): Camilla Campagnaro, Giulia Cotroneo, Alessia Federici, Simona Marinelli.
allieve (speranze classe 2005): Veronica Mandriota, Marta Morabito, Serena Napolitano
Jesolo 2018
Martina Basile, Desiree Carofiglio, Giada Grisetti, Lara Mori
Squadra B: Sara Berardinelli, Caterina Cereghetti, Maria Vittoria Cocciolo, Francesca Noemi Linari
individualiste: Carlotta Ferlito, Sara Ricciardi
junior: Asia D'Amato, Alessia Federici, Elisa Iorio, Giorgia Villa.
individualiste junior: Camilla Campagnaro, Alessia Canali, Giulia Cotroneo, Valentina Giommarini, Giulia Messali, Beatrice Pontoni, Elisa Bizzotto
Jesolo 2019
Asia D'Amato, Alice D'Amato, Elisa Iorio, Desiree Carofiglio
junior "Italia old": India Bandiera, Camilla Campagnaro, Giulia Cotroneo, Micol Minotti
junior "Italia young": Angela Andreoli, Giorgia Leone, Veronica Mandriota, Alessia Federici
Jesolo 2022
Asia D'Amato, Alice D'Amato, Giorgia Villa, Angela Andreoli, Martina Maggio, Veronica Mandriota
Individualiste: Manila Esposito, Desiree Carofiglio
Junior: Viola Pierazzini, Chiara Barzasi, Arianna Belardelli, July Marano, Giulia Antoniotti, Alessia Guicciardi
Junior “team SIGOA”: Letizia Saronni, Arianna Grillo, Emma Fioravanti, Caterina Gaddi, Naomi Pazon, Matilde Ferrari
Individualiste Junior: Martina Pieratti, Nadia Prandelli, Benedetta Gava, Alessia Ceccarelli, Camilla Ferrari

### Rose dei Giochi Olimpici Giovanili
Singapore 2010
Carlotta Ferlito
Nanchino 2014
Iosra Abdelaziz
Buenos Aires 2018
Giorgia Villa

### Rose campionati europei
Bucarest 1957
Miranda Cicognani, Liliana Scaricabarozzi
Cracovia 1959
Miranda Cicognani, Rosella Cicognani
Lipsia 1961
L'Italia non ha partecipato
Parigi 1963
Adriana Biagiotti, Nadia Rizzo
Sofia 1965
Adriana Biagiotti, Gabriella Pozzuolo
Amsterdam 1967
Angela Alberti, Adriana Biagiotti
Landskrona 1969
Angela Alberti, Loredana Zucchi
Minsk 1971
Angela Alberti, Patrizia Bazzi, Rita Peri
Londra 1973
Serenella Codato, Gabriella Marchi
Skien 1975
Stefania Bucci, Serenella Codato
Praga 1977
Anna Bertocchi, Loana Biffi, Marinella Giorgini
1978 junior
Loana Biffi, Marinella Giorgini, Monica Valentini
Copenaghen 1979
Laura Bortolaso, Marinella Giorgini, Donatella Grossi
1980 junior
Barbara Gaggio, Giampiera Gambaro, Raffaela Silva
Madrid 1981
Laura Bortolaso, Cristina Cornaviera
1982 junior
Elena Ghiselli, Ilaria Mariani, Patrizia Luconi
Goteborg 1983
Laura Bortolaso, Elena Ghiselli, Leonilde Jannuzzi
1984 junior
Patrizia Luconi, Maura Muzio, Giulia Volpi
Helsinki 1985
Sandra Fei, Michela Pistacchi, Giulia Volpi
1986 junior
Maria Cocuzza, Maria Misuriello, Floriana Zanetti
Mosca 1987
Michela Carlini, Maura Muzio, Giulia Volpi
1988 junior
Sabrina Arosio, Roberta Kirchmayer, Giorgia Molena
Bruxelles 1989
Roberta Kirchmayer, Patrizia Luconi, Giulia Volpi
Pireo 1990
Selene Celotto, Roberta Kirchmayer, Giulia Volpi
1991 junior
Chiara Ferrazzi, Valentina Rubinetti, Veronica Servente
Nantes 1992
Stefania Copelli, Daniela Vairo, Giulia Volpi
1993 junior
Marianna Crisci, Tiziana Di Pilato, Valentina Rubinetti, Erika Sella, Veronica Servente, Ketty Titon
Stoccolma 1994
Francesca Morotti, Tania Rebagliati
Birmingham 1996
senior: Chiara Ferrazzi, Ilenia Menghesso, Francesca Morotti, Giordana Rocchi
junior: Martina Bremini, Adriana Crisci, Laura Montagnolo, Elena Olivetti, Ilenia Santoni
San Pietroburgo 1998
senior: Martina Bremini, Adriana Crisci, Laura Montagnolo, Francesca Morotti, Ilenia Santoni
junior: Monica Bergamelli, Irene Castelli, Elena Olivetti, Federica Spadone, Lucia Valetta
Parigi 2000
senior: Monica Bergamelli, Martina Bremini, Adriana Crisci, Elena Olivetti
junior: Cristina Cavalli, Ilaria Colombo, Daria Sarkosh, Claudia Silvia Sparpaglione
Patrasso 2002
senior: Monica Bergamelli, Ilaria Colombo, Giorgia Denti, Maria Teresa Gargano
junior: Giorgia Benecchi, Giuseppina Cozzolino, Michela Merzario, Marika Pestrin
Amsterdam 2004
senior: Monica Bergamelli, Cristina Cavalli, Ilaria Colombo, Maria Teresa Gargano, Daria Sarkosh
junior: Francesca Benolli, Vanessa Ferrari, Roberta Galante, Federica Macrì
Debrecen 2005
senior: Francesca Benolli, Monica Bergamelli, Ilaria Colombo, Ilaria Rosso
Volos 2006
senior: Monica Bergamelli, Vanessa Ferrari, Carlotta Giovannini, Federica Macrì, Lia Parolari
junior: Georgia Bonanni, Martina Danioni, Valentina Muollo, Gloria Riva, Silvia Zanolo
Amsterdam 2007
senior: Monica Bergamelli, Vanessa Ferrari, Carlotta Giovannini, Federica Macrì
Clermont-Ferrand 2008
senior: Francesca Benolli, Monica Bergamelli, Vanessa Ferrari, Carlotta Giovannini, Lia Parolari
junior: Paola Galante, Andrea Francesca La Spada, Serena Licchetta, Elisabetta Preziosa, Eleonora Rando
Milano 2009:
Senior: Emily Armi, Vanessa Ferrari, Paola Galante, Lia Parolari
Birmingham 2010:
senior: Vanessa Ferrari, Paola Galante, Federica Macrì, Elisabetta Preziosa
junior: Francesca Deagostini, Erika Fasana, Carlotta Ferlito, Giulia Leni
Berlino 2011:
senior: Carlotta Ferlito, Vanessa Ferrari, Chiara Gandolfi, Elisabetta Preziosa
Bruxelles 2012:
senior: Giorgia Campana, Francesca Deagostini, Erika Fasana, Carlotta Ferlito, Vanessa Ferrari
junior: Enus Mariani, Elisa Meneghini, Lara Mori, Alessia Leolini, Tea Ugrin
Mosca 2013:
Senior: Giorgia Campana, Carlotta Ferlito, Vanessa Ferrari, Elisa Meneghini
Sofia 2014:
senior: Giorgia Campana, Erika Fasana, Vanessa Ferrari, Elisa Meneghini, Martina Rizzelli
junior: Iosra Abdelaziz, Sofia Busato, Desiree Carofiglio, Chiara Imeraj, Pilar Rubagotti
Montpellier 2015:
senior: Erika Fasana, Carlotta Ferlito, Vanessa Ferrari, Martina Rizzelli
Berna 2016:
senior: Sofia Busato, Enus Mariani, Elisa Meneghini, Lara Mori, Martina Rizzelli
junior: Martina Basile, Sara Berardinelli, Maria Vittoria Cocciolo, Francesca Noemi Linari, Martina Maggio
Cluj-Napoca 2017:
senior: Sofia Busato, Giada Grisetti, Martina Maggio, Lara Mori
Glasgow 2018:
senior: Martina Basile, Sofia Busato, Caterina Cereghetti, Giada Grisetti, Francesca Noemi Linari
Junior: Alice D'Amato, Asia D'Amato, Alessia Federici, Elisa Iorio, Giorgia Villa
Stettino 2019:
Alice D'Amato, Asia D'Amato, Elisa Iorio, Giorgia Villa
Basilea 2021:
Alice D'Amato, Vanessa Ferrari, Martina Maggio, Giorgia Villa
Monaco di Baviera 2022:
Senior: Alice D'Amato, Asia D'Amato, Angela Andreoli, Martina Maggio, Giorgia Villa
Junior: Chiara Barzasi, Arianna Grillo, July Marano, Martina Pieratti, Viola Pierazzini
Antalya 2023:
Angela Andreoli, Alice D'Amato, Asia D'Amato, Manila Esposito, Giorgia Villa
Rimini 2024:
Alice d'Amato, Asia d'Amato, Angela Andreoli, Manila Esposito, Elisa Iorio
Lipsia 2025:
Alice d'Amato, Manila Esposito, Emma Fioravanti, Giulia Perotti, Sofia Tonelli

### Rose dei campionati mondiali
Losanna 1997: Elisa Lamperti, Francesca Morotti, Tania Rabagliati, Paola Rivi, Giordana Rocchi, Ilenia Menghesso
Tianjin 1999: Monica Bergamelli, Martina Bremini, Alice Capitani, Irene Castelli, Adriana Crisci, Francesca Morotti, Elena Olivetti, Federica Spadone
Gand 2001: Monica Bergamelli, Cristina Cavalli, Giorgia Denti
Debrecen 2002: Monica Bergamelli, Ilaria Colombo, Maria Teresa Gargano
Anaheim 2003: Monica Bergamelli, Cristina Cavalli, Ilaria Colombo, Maria Teresa Gargano, Marika Pestrin, Ilaria Rosso
Melbourne 2005: Monica Bergamelli, Daria Sarkosh
Aarhus 2006 : Monica Bergamelli, Sara Bradaschia, Lorena Coza, Vanessa Ferrari, Carlotta Giovannini, Federica Macrì,
Stoccarda 2007: Francesca Benolli, Monica Bergamelli, Vanessa Ferrari, Federica Macrì, Lia Parolari, Silvia Zanolo
Londra 2009: Emily Armi, Paola Galante, Serena Licchetta, Elisabetta Preziosa
Rotterdam 2010: Vanessa Ferrari, Serena Licchetta, Jessica Hélène Mattoni, Lia Parolari, Elisabetta Preziosa, Eleonora Rando
Tokyo 2011: Emily Armi Giorgia Campana, Carlotta Ferlito, Vanessa Ferrari, Chiara Gandolfi, Lia Parolari, Elisabetta Preziosa
Anversa 2013: Francesca Deagostini, Carlotta Ferlito, Vanessa Ferrari, Alessia Leolini
Nanning 2014: Giorgia Campana, Erika Fasana, Vanessa Ferrari, Lavinia Marongiu, Elisa Meneghini, Lara Mori, Martina Rizzelli
Glasgow 2015: Erika Fasana, Carlotta Ferlito, Vanessa Ferrari, Enus Mariani, Lara Mori, Elisa Meneghini, Tea Ugrin
Montréal 2017: Sara Berardinelli, Desiree Carofiglio, Vanessa Ferrari, Lara Mori
Doha 2018: Martina Basile, Caterina Cereghetti, Irene Lanza, Lara Mori, Sara Ricciardi, Martina Rizzelli
Stoccarda 2019: Desiree Carofiglio, Alice D'Amato, Asia D'Amato, Elisa Iorio, Martina Maggio, Giorgia Villa
Kitakyushu 2021: Desiree Carofiglio, Alice D’Amato, Asia D’Amato, Elisa Iorio
Liverpool 2022: Alice D'Amato, Manila Esposito, Elisa Iorio, Martina Maggio, Veronica Mandriota, Giorgia Villa

### Rose dei giochi olimpici europei
Baku 2015: Giorgia Campana, Alessia Leolini, Tea Ugrin

## Le Accademie di Ginnastica
La F.G.I. ha istituito delle Accademie di Ginnastica, per permettere una preparazione ad alto livello agonistico alle ginnaste con capacità tecnico-fisiche tali da raggiungere risultati sportivi di valore internazionale.
Le Accademie vengono predisposte dalla F.G.I all'inizio di ogni anno sportivo, per preparare le ginnaste di interesse nazionale e per fornire alle società assistenza tecnica ed informativa. L'Accademia ha la durata dell'anno scolastico (da settembre a giugno); al termine di questo periodo, sulla base delle valutazioni tecniche, dei risultati in campo agonistico e del comportamento generale, si valutano le possibilità di conferma per l'anno successivo di ogni ginnasta. In caso di insufficiente rendimento tecnico e/o scolastico, o di comportamento disciplinare non conforme, la Federazione può dismettere la ginnasta in causa dall'Accademia Nazionale.
Le Accademie si suddividono in tre livelli:
1. Accademia Federale (o periferica): il tecnico della società di riferimento è supportato dalla Federazione nel seguire ginnaste di interesse nazionale
2. Accademia Nazionale: i tecnici sono retribuiti dalla Federazione e seguono ginnaste di interesse nazionale; ha anche un settore giovanile
3. International Academy: effettua scambi con l'estero e ha il totale controllo delle ginnaste

Il Responsabile dell'Accademia di Ginnastica è il Direttore Tecnico Nazionale Enrico Casella.

### International Academy

#### Brescia
L'Accademia Nazionale di Brescia ha la propria sede addestrativa al PalAlgeco. I tecnici preposti sono Marco Campodonico (Tecnico responsabile) e Daniela Leporati.

### Accademie Nazionali

#### Milano
L'Accademia Nazionale di Milano ha la propria sede addestrativa nella palestra federale "Guglielmetti" in via Ovada 40. I tecnici preposti sono Paolo Bucci (Tecnico responsabile) e Tiziana Di Pilato.

#### Roma
L'Accademia Nazionale di Roma ha la propria sede addestrativa nella palestra di ginnastica del Centro sportivo Giulio Onesti.
I tecnici preposti sono Mauro Di Rienzo (Tecnico responsabile), Valeria Beltrame, Chiara Ferrazzi, Adriana Trisca.

### Accademie Federali

#### Lissone
L'Accademia Nazionale di Lissone ha la propria sede addestrativa presso la palestra della Pro Lissone Ginnastica. I tecnici preposti sono Claudia Ferrè (Tecnica responsabile) e Federica Gatti.